# Neodiplothele picta
Espèce
Neodiplothele picta est une espèce d'araignées mygalomorphes de la famille des Barychelidae.

## Distribution
Cette espèce est endémique du Brésil. Elle se rencontre dans les États de Rio de Janeiro, d'Espírito Santo, du Minas Gerais et du Tocantins.

## Description
Le mâle décrit par Gonzalez-Filho, Lucas et Brescovit en 2015 mesure 6,08 mm et la femelle 7,76 mm.

## Publication originale
- Vellard, 1924 : Études de zoologie. Archivos do Instituto Vital Brazil, vol. 2, p. 1-32 & 121-170.